# チェッリーナ・モンフェッラート
チェッリーナ・モンフェッラート（伊: Cerrina Monferrato）は、イタリア共和国ピエモンテ州アレッサンドリア県にある、人口約1,300人の基礎自治体（コムーネ）。

## 地理

### 位置・広がり
| 隣接するコムーネは以下の通り。 - カステッレット・メルリ - ガビアーノ - モンベッロ・モンフェッラート - オダレンゴ・グランデ - オダレンゴ・ピッコロ - ヴィッラミローリオ |

### 地震分類
イタリアの地震リスク階級 (it) では、4 に分類される
。

## 行政

### 分離集落
チェッリーナ・モンフェッラートには、以下の分離集落（フラツィオーネ）がある。
- Montaldo, Rosingo, Montalero, Piancerreto, Valle